# Lodhikheda
Lodhikheda é uma cidade e uma nagar panchayat no distrito de Chhindwara, no estado indiano de Madhya Pradesh.

## Geografia
Lodhikheda está localizada a 21° 35′ N, 78° 50′ L. Tem uma altitude média de 410 metros (1345 pés).

## Demografia
Segundo o censo de 2001, Lodhikheda tinha uma população de 9302 habitantes. Os indivíduos do sexo masculino constituem 51% da população e os do sexo feminino 49%. Lodhikheda tem uma taxa de literacia de 69%, superior à média nacional de 59,5%: a literacia no sexo masculino é de 77% e no sexo feminino é de 61%. Em Lodhikheda, 15% da população está abaixo dos 6 anos de idade.